# Sylvicanthon machadoi
Sylvicanthon machadoi är en skalbaggsart som beskrevs av Guido Pereira och Martinez 1967. Sylvicanthon machadoi ingår i släktet Sylvicanthon och familjen bladhorningar. Inga underarter finns listade i Catalogue of Life.